# Entrepôt aux sels de Saint-Valery-sur-Somme
L'Entrepôt aux sels, ou entrepôt des sels, ou encore magasin aux sels, est un édifice situé sur le port de Saint-Valery-sur-Somme à l'ouest du département de la Somme.

## Historique
Sous l'Ancien Régime, le commerce du sel était un monopole d'État. Dans les pays dits de « Grande Gabelle », les habitants avaient obligation d' acheter, chaque année, une certaine quantité de sel. La gabelle était un impôt perçu sur le sel ; sa perception était affermée, c'est-à-dire confiée à des intermédiaires (les fermiers) qui avançaient à l'administration royale son produit, à charge pour eux de recouvrer les sommes dues par la population.
Les greniers à sel créés au Moyen Âge étaient des tribunaux chargés de juger toutes les contraventions relatives à la gabelle. Le sel était stocké dans des entrepôts. 
Situé sur la quai Lejoille qui borde le port de Saint-Valery-sur-Somme, l'entrepôt des sels a été construit sous l'impulsion de François Lebaud en 1733-1734 dans le but de stocker le sel qu’apportaient les bateaux. De là, le sel était redistribué dans les greniers à sel de Picardie, de Champagne et de Bourgogne.
Soixante ans après sa construction, l’entrepôt perdit sa destination primitive, la Révolution française ayant mis fin à la gabelle. Le bâtiment appartint à des propriétaires successifs et fut racheté en 1982 par la municipalité.

## Caractéristiques
L'entrepôt aux sels de Saint-Valery était constitué de trois magasins distincts de 45,5 m de long, de 12 m de large et de 13 m de haut, il pouvait contenir 18 à 20 000 tonneaux de sel. C'était l'un des plus vastes entrepôts du royaume (3 700 m2).
La toiture primitive qui recouvrait les trois travées de l'entrepôt s'effondra en 1935. Le bâtiment repose sur des soubassement en grès et les murs de brique sont chaînés verticalement de pierre blanche. Les cloisons internes et les escaliers qui permettaient le stockage de 384 000 minots de sel (soit environ 19 000 tonnes) ont disparu. 
L'entrepôt de Saint-Valery est le seul exemple subsistant en France d'entrepôt aux sels de cette ampleur. Il est protégé au titre des monuments historiques : classement par arrêté du 1er juillet 1991.

## Réhabilitation du bâtiment
En 2015, la commune de Saint-Valery-sur-Somme s'est engagée dans un ambitieux projet de réhabilitation de l’entrepôt des sels. Ces travaux, ainsi que ceux du parvis se sont achevés en 2020. Cet espace de plus de 3000 m2 comprend désormais une salle de spectacle de 315 places, un espace de réception de 500 m2, l'office de tourisme de Saint-Valery-sur-Somme, ainsi qu'un restaurant avec vue panoramique.

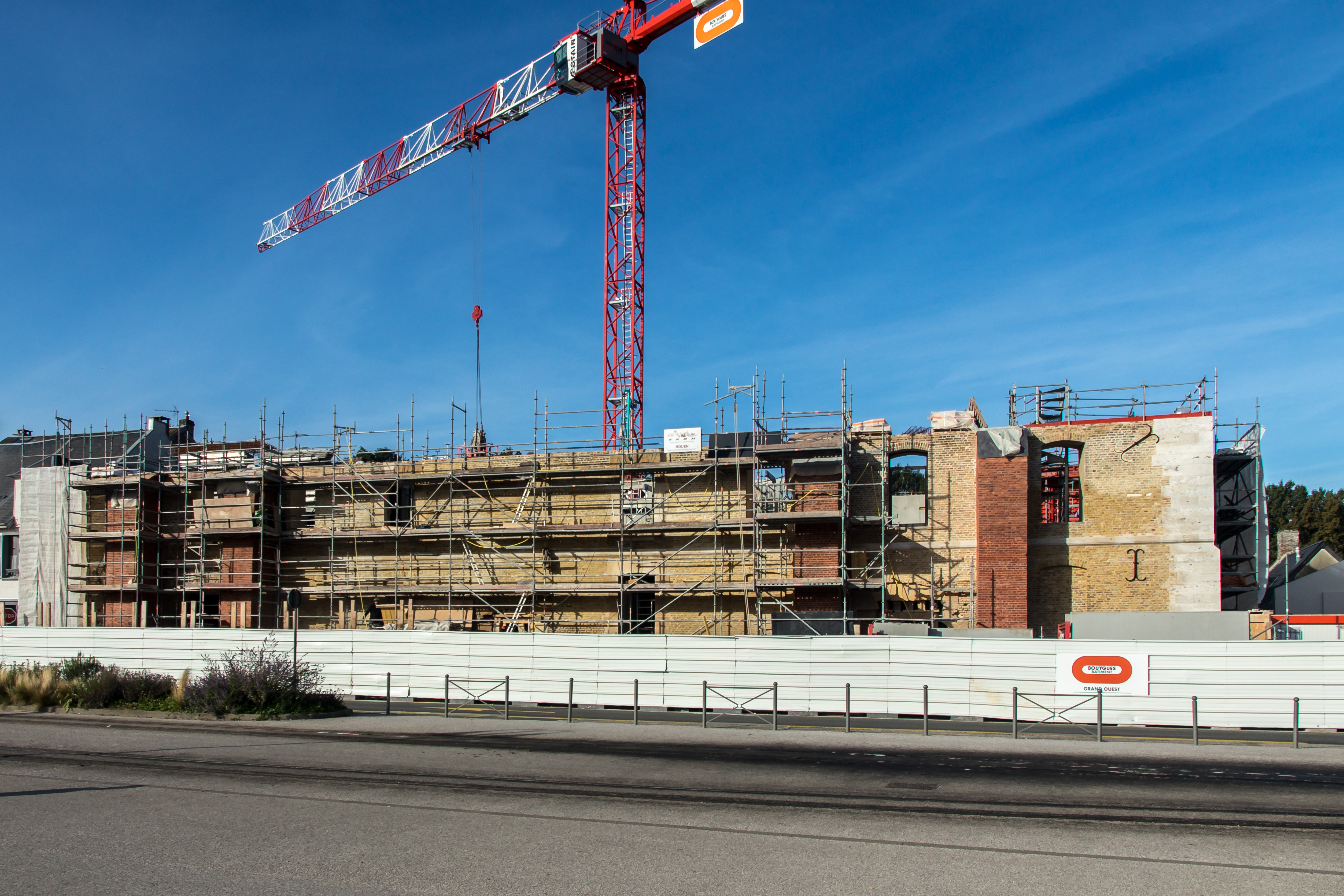
2018: La façade de l'entrepôt aux sels sur les quais du canal de la Somme. En cours de restauration/réhabilitation.
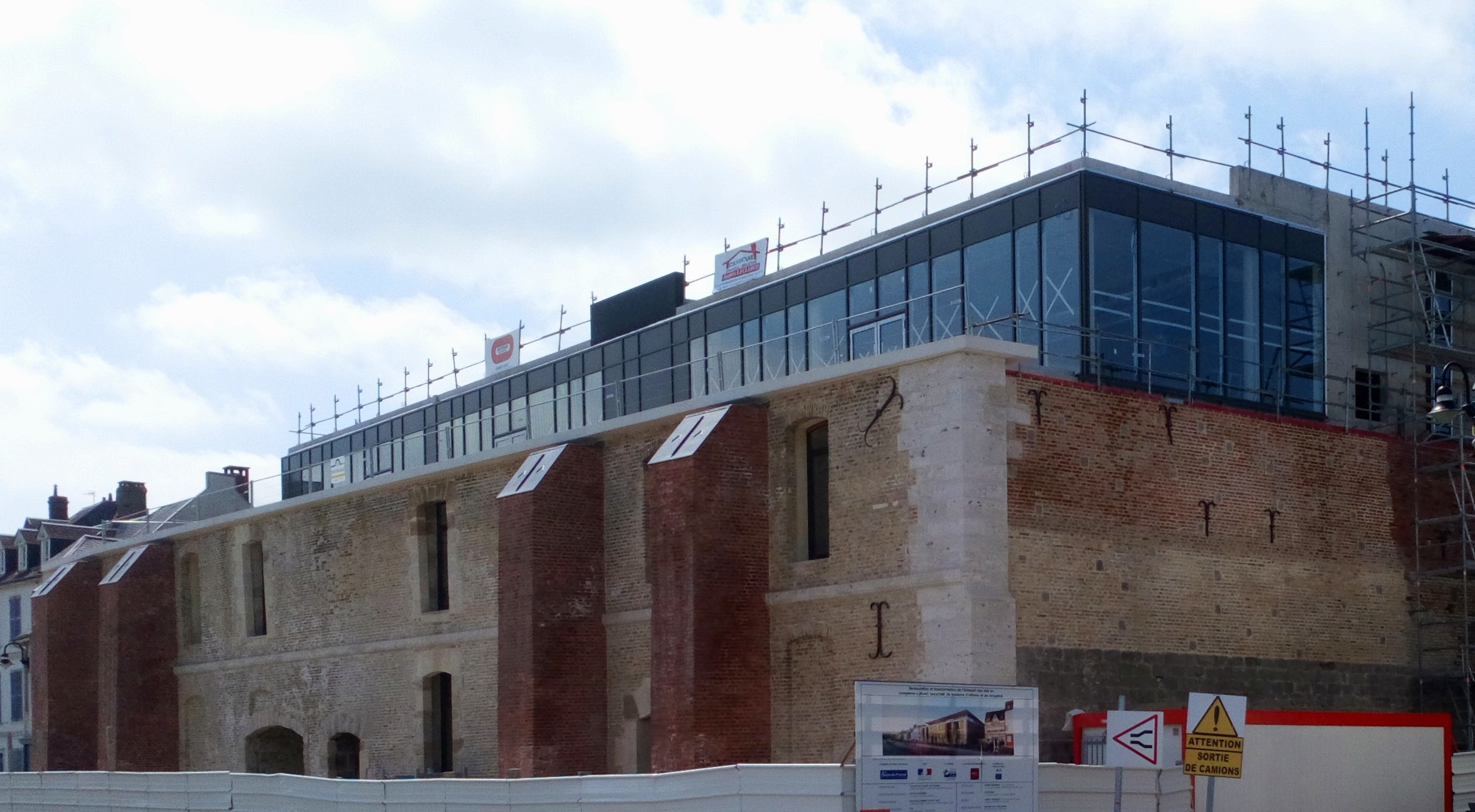
avril 2019: La façade de l'entrepôt aux sels en fin de restauration.